# ایغدیر (قبیله)
ایغدیر (ترکی استانبولی Iğdır) قبیله‌ای ترک در ایران و آناتولی، و یکی از ۲۴ قبیله اصلی اوغوز بوده‌است. مانند سایر اقوامی که در زمان امپراتوری سلجوقی به خاورمیانه مهاجرت کردند، بسیار پراکنده شده‌است.

## معرفی
ابوالغازی بهادر در کتاب شجره تراکمه و رشیدالدین فضل‌الله همدانی در کتاب جامع التواریخ از ایغدیر به عنوان یکی از قبایل بیست و چهارگانه ترکان اوغوز، نام برده‌است.

## تاریخ
گروهی از قبیله ایغدیر در شمال شرقی ایران ساکن شدند و به کنفدراسیون قبیله ای یموت پیوستند. جمعیت آنان توسط چارلز ادوارد ۳۰۰ خانواده و توسط هنری فیلد ۷۰۰ خانواده برآورد شده‌است. این ایغدیرها در اطراف گنبد کاووس و خرابه‌های شهر قدیم جرجان در ۹۵ کیلومتری شمال شرقی استرآباد زندگی می‌کنند. گروه دیگری از قبیله ایغدیر به آناتولی راه یافتند. در قرن شانزدهم، ۴۳ روستا و محلات دیگر به این نام در آنجا وجود داشت.